# Carlier (Hollain-lez-Tournai)
Carlier is een Belgisch historisch merk van motorfietsen.
De bedrijfsnaam was: rères Carlier, Hollain-lez-Tournai.
De gebroeders Carlier begonnen in 1925 met de productie van 110,4cc-motorfietsen met een zijklepmotor. Ze werden onder de merknaam Motocette verkocht. Wanneer de productie werd beëindigd is niet bekend.
Er was nog een merk met de naam Carlier: zie Carlier (Kortrijk).